# Zietenplatz
Der Zietenplatz ist ein nach dem preußischen Reitergeneral Hans Joachim von Zieten (1699–1786) benannter Platz im Berliner Ortsteil Mitte. Er entstand 1737 im Auftrag Friedrich Wilhelms I. nach Plänen Philipp Gerlachs im Stil des Barock als Teil der Friedrichstadt. Der Zietenplatz besteht aus einer breiteren Grünfläche, die im Osten an die Mauerstraße und die Mohrenstraße grenzt, und einer schmaleren Steinfläche, die im Westen an die Wilhelmstraße grenzt.

## Geschichte
Der historische Platz wurde im Jahr 1737 als Exerzierplatz angelegt und am 4. April 1849 zu Ehren des preußischen Generals Hans Joachim von Zieten benannt. Ursprünglich bildete er eine Doppelanlage mit dem westlich angrenzenden Wilhelmplatz. Zur Entstehungszeit war der Zietenplatz bereits mit neun Mehrfamilienhäusern auf beiden Seiten bebaut. Ende des 19. Jahrhunderts entstand auf der Nordseite am Zietenplatz der Sitz der Kur- und Neumärkischen Haupt- und Ritterschaftsbank. Das Kreditinstitut auf Gegenseitigkeit, als das die Ritterschaftsdirektion eingerichtet wurde, vergab Kredite an Adelige für heruntergewirtschaftete Adelsgüter. 1892 konnte die Bank in das Gebäude am Wilhelmplatz Nummer 6, der heutigen Mohrenstraße 66 an der Ecke zur Wilhelmstraße, einziehen. Unmittelbar östlich stand auf dem dreieckigen Areal an der Zusammenführung von Mauer- und Kanonierstraße (seit 1951: Glinkastraße) die im Zweiten Weltkrieg zerstörte Dreifaltigkeitskirche.
Im Zweiten Weltkrieg wurden sowohl der Zietenplatz als auch der angrenzende Wilhelmplatz aufgrund ihrer Nähe zur Reichskanzlei bei alliierten Luftangriffen und in der Schlacht um Berlin durch sowjetischen Artilleriebeschuss fast vollständig zerstört. Bei der Neugestaltung des Areals in der DDR-Zeit wurde der Platz 1968 schließlich eingezogen und Teil der Mohrenstraße. Er diente als Abstellfläche für Kraftfahrzeuge.
Im Sommer 2007 konnte der in seiner historischen Form mit drei Pflanzenbeeten, breiten mit kleinteiligem Pflaster belegten Gehwegen und Sitzbänken neu gestaltete Zietenplatz nach fast drei Jahren Bauzeit der Öffentlichkeit übergeben werden. Die Rekonstruktion des Areals kostete einschließlich der Straßenbauarbeiten 1,5 Millionen Euro. Am 9. April 2008 erhielt der Zietenplatz mit einer kleinen Feier seinen Namen zurück.

## Bauwerke (Auswahl)
An der nordöstlichen Ecke befindet sich die Landesvertretung des Freistaates Thüringen. Das Botschaftsgebäude von Nordkorea begrenzt die Südseite des Platzes. Bis zum Zweiten Weltkrieg stand hier das Hotel Kaiserhof, von dem aus die NSDAP Anfang der 1930er Jahre ihren Wahlkampf führte.
Direkt unterhalb befindet sich eine U-Bahn-Station, 1908 eröffnet mit dem Namen Kaiserhof. Zu DDR-Zeiten trug sie dann ab 1950 kommunistische Namen: bis 1986 hieß sie Thälmannplatz (nach dem Politiker Ernst Thälmann), bis 1991 Otto-Grotewohl-Straße (nach dem langjährigen Ministerpräsidenten der DDR, Otto Grotewohl), bevor der Bahnhof nach der Mohrenstraße benannt wurde. Im Juli 2020 hat sich die BVG dafür entschieden, den U-Bahnhof Mohrenstraße umzubenennen. Er soll stattdessen den Namen der in der Nähe befindlichen Glinkastraße tragen.

## Statuen
In den Jahren 1769 bis 1786 ließ Friedrich der Große auf dem Wilhelmplatz Marmorstatuen von vier bedeutenden Militärführern Preußens aufstellen, die im Krieg gefallen waren. 1862 ersetzte die Verwaltung die witterungsmäßig angegriffenen Figuren durch Bronzeversionen. Bei den Umgestaltungen der 1960er Jahre verbrachte die DDR im Zuge der Kritik am „preußischen Militarismus“ die unbeschädigten Denkmale in Depots. Im Jahr 2009 veranlasste die Schadow-Gesellschaft ihre Wiederaufstellung auf dem Zietenplatz. Es handelt sich um:
- Kurt Christoph Graf von Schwerin (1684–1757), Generalfeldmarschall,
Marmororiginal von François-Gaspar-Balthasar Adam und Sigisbert François Michel, (1728–1811) 1769 aufgestellt, 1862 ersetzt durch eine neugestaltete Bronzeversion von August Kiss (nicht mehr antikisierend)
- Hans Karl von Winterfeldt (1707–1757), Generalleutnant,
Marmororiginal von Johann David Räntz d. J. und Lorenz Wilhelm Räntz, 1777 aufgestellt, 1862 ersetzt durch eine ebenfalls neugestaltete Bronzeversion von August Kiss
- James Francis Edward Keith, auch Jakob von Keith (1696–1758), Generalfeldmarschall,
Marmororiginal von Jean-Pierre-Antoine Tassaert, 1786 aufgestellt, 1862 ersetzt durch eine Bronzekopie von August Kiss
- Friedrich Wilhelm von Seydlitz (1721–1773), General der Kavallerie,
Marmororiginal von Jean-Pierre-Antoine Tassaert, Lehrer von Johann Gottfried Schadow, 1781 aufgestellt, 1862 ersetzt durch eine Bronzekopie von August Kiss.

Sie bilden ein Ensemble mit den beiden ebenfalls unter Federführung der Schadow-Gesellschaft (2003 und 2005) auf dem ehemaligen Wilhelmplatz wieder aufgestellten Figuren:
- Hans Joachim von Zieten (1699–1786), Reiter- bzw. Husaren-General,
Marmororiginal von Johann Gottfried Schadow mit drei Marmortafeln, 1794 aufgestellt, 1857 durch Bronzekopien von August Kiss ersetzt
- Fürst Leopold I. von Dessau (genannt: der Alte Dessauer, 1676–1747), Generalfeldmarschall,
 Marmororiginal von Johann Gottfried Schadow, 1800 aufgestellt, ersetzt 1857 durch Bronzekopie von August Kiss.[8]

Die Bildwerke dieser sechs Persönlichkeiten repräsentieren im Zentrum Berlins zusammen mit dem Reiterstandbild Friedrichs des Großen auf dem Boulevard Unter den Linden (nahe Bebelplatz bzw. Forum Fridericianum) buchstäblich plastisch die Epoche des Alten Fritz und seiner Kriege (siehe: Schlesische Kriege).

Denkmale auf dem Zietenplatz
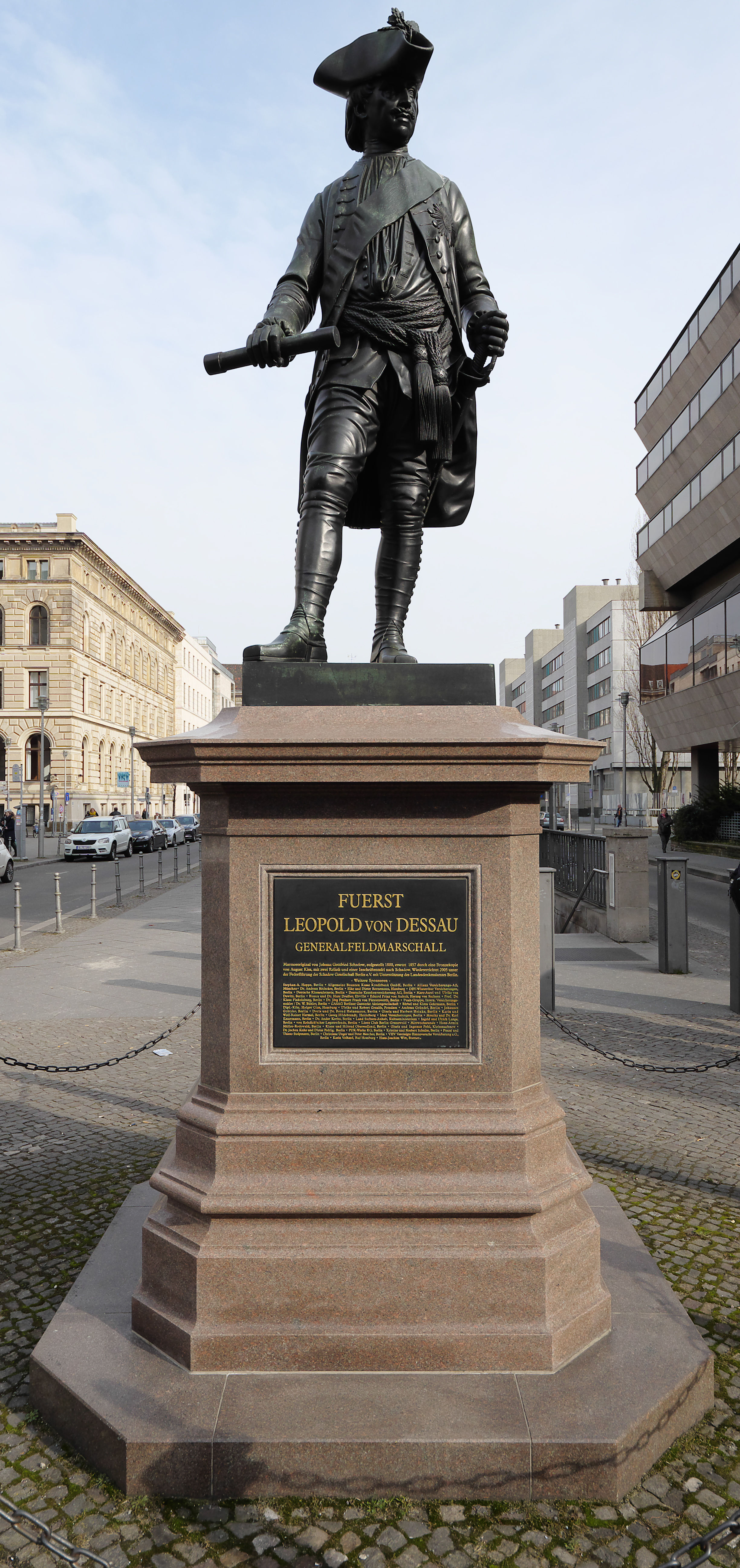
Denkmal des Alten Dessauer
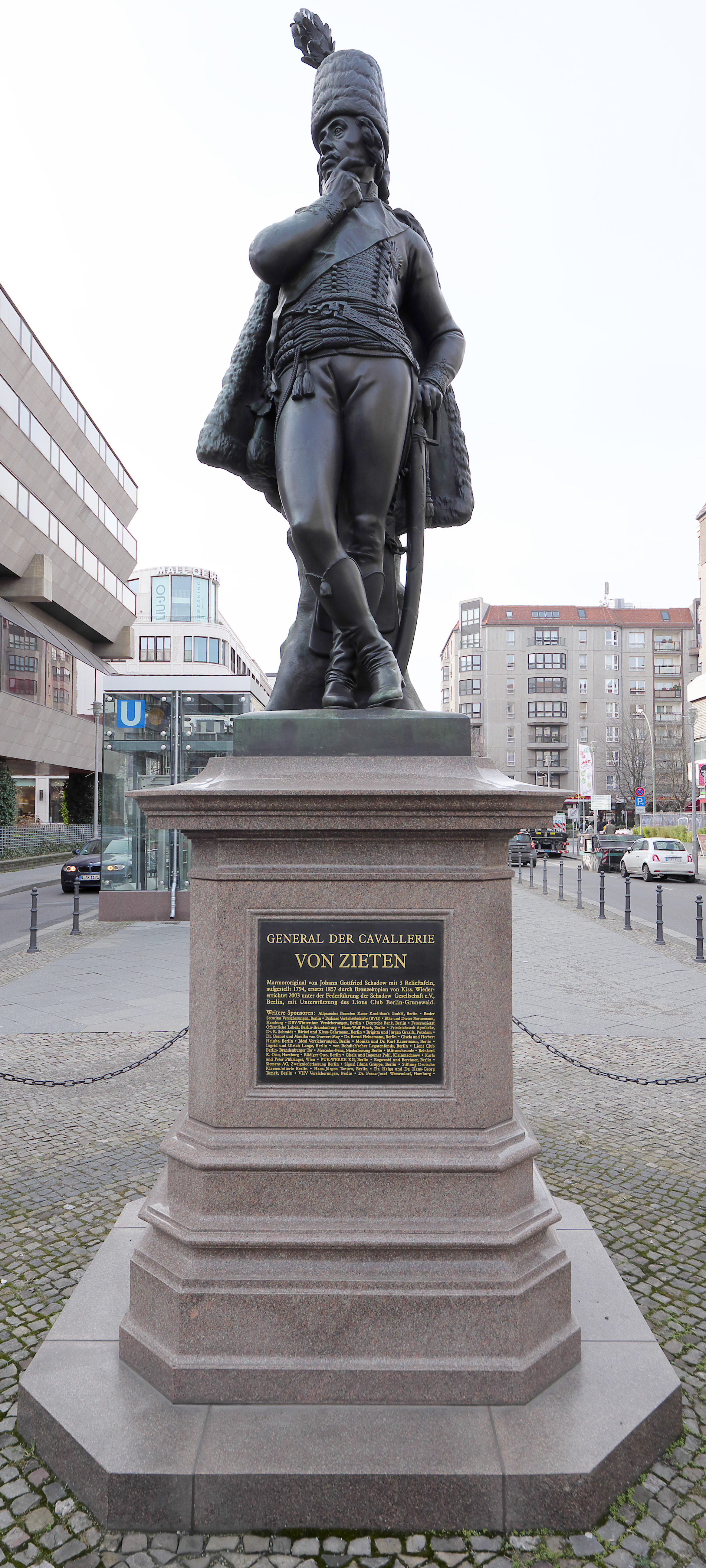
Zieten-Denkmal
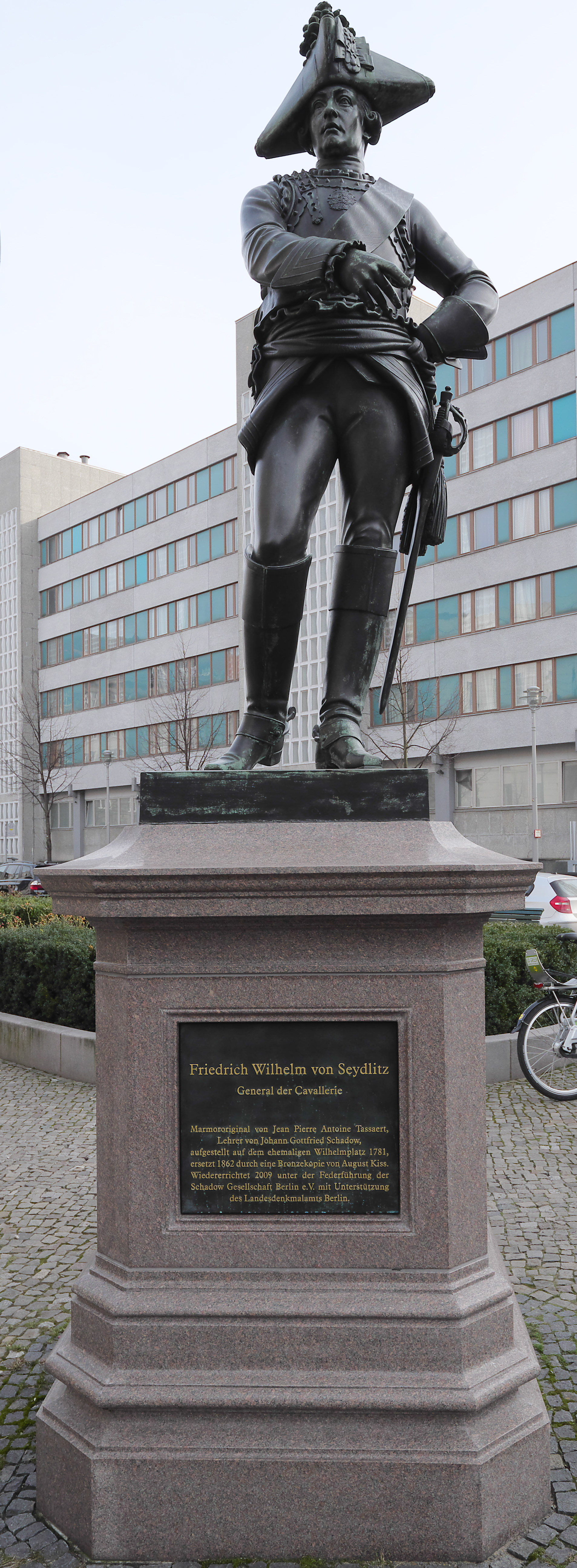
Seydlitz-Denkmal
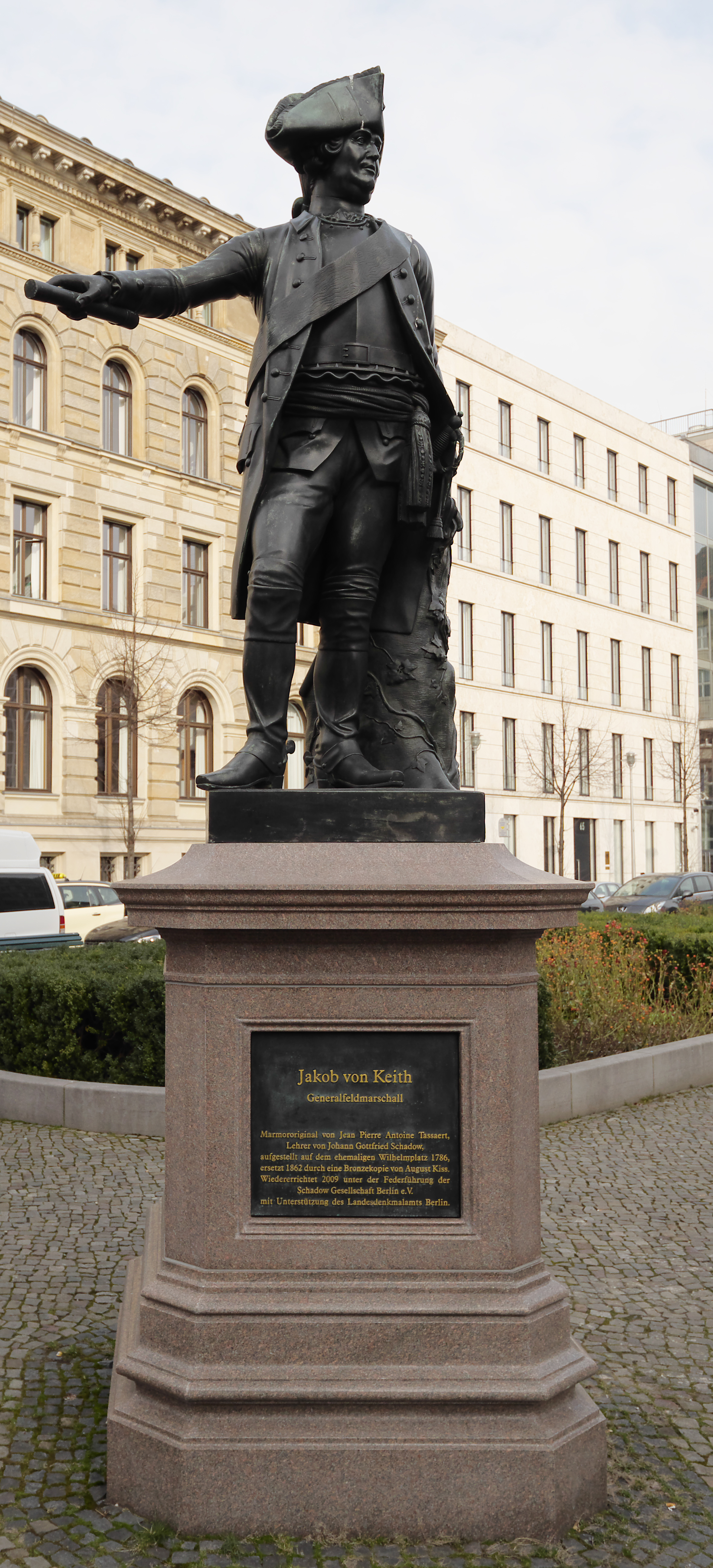
Keith-Denkmal
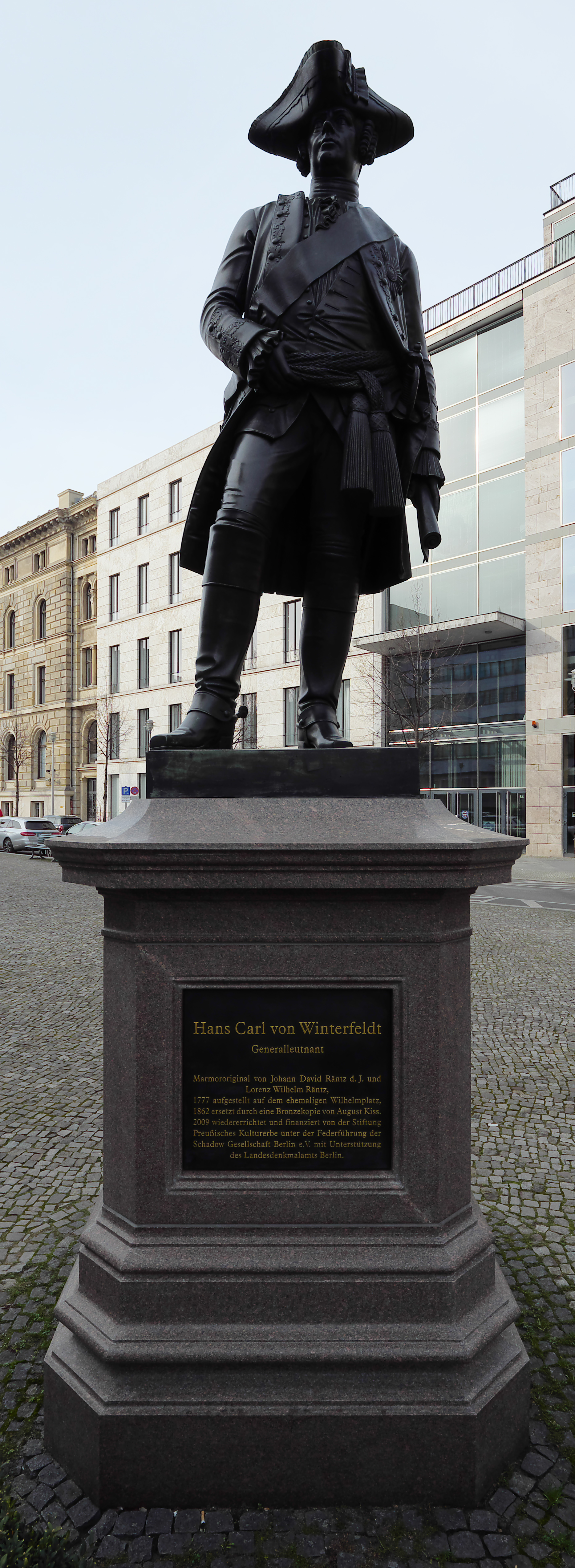
Winterfeldt-Denkmal
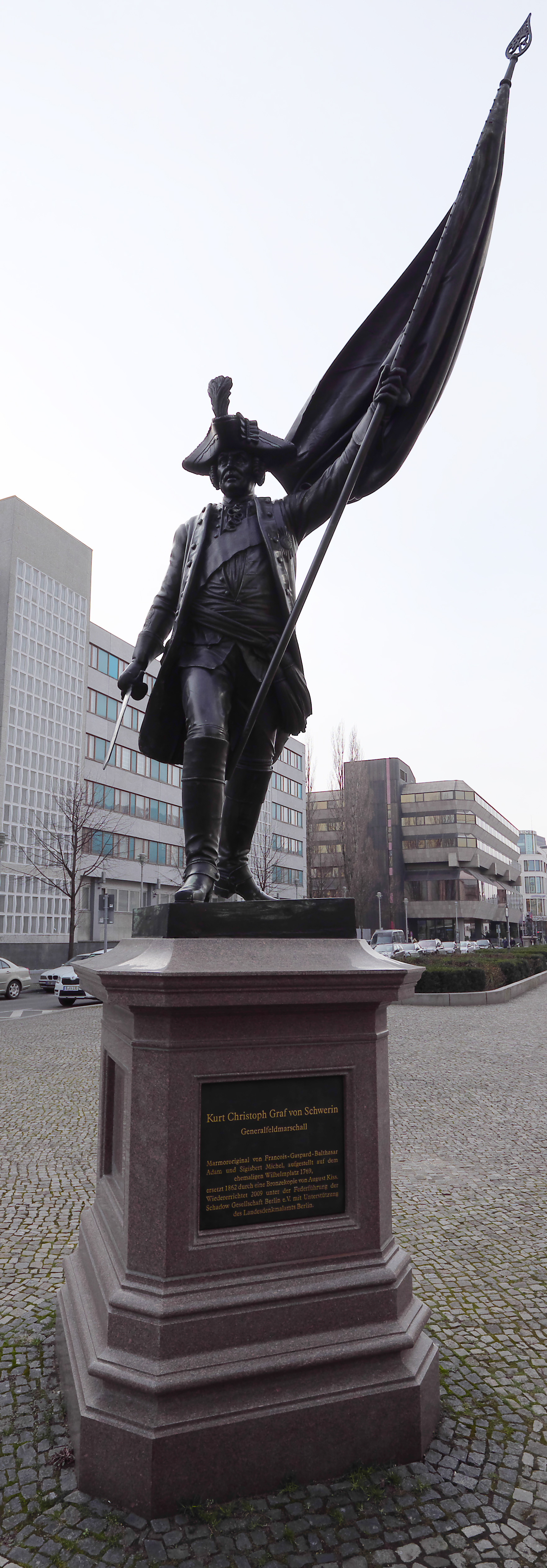
Schwerin-Denkmal